# Sudamericano Juvenil de Rugby 2003
El Sudamericano Juvenil de Rugby de 2003 se llevó a cabo en Asunción del Paraguay y participaron jugadores menores de 19 años. La cancha del Club Universitario de Rugby de Asunción (CURDA) ubicada en el barrio de Villa Guaraní de la capital alojó los 6 partidos del cuadrangular.
Los 4 equipos presentes en el torneo participarían en abril del mismo año en el mundial FIRA de Francia, por lo que el Sudamericano sirvió como preparación. Argentina integraría la selecta división A, mientras que Chile, Paraguay y Uruguay lo harían en la divisional B.
Se trató del décimo octavo torneo de la categoría. Dicho torneo fue ganado por el representativo de Argentina quien se impuso en todos los enfrentamientos y obtuvo así su título número 17.

## Equipos participantes
- Selección juvenil de rugby de Argentina (Pumas M19)
- Selección juvenil de rugby de Chile (Cóndores M19)
- Selección juvenil de rugby de Paraguay (Yacarés M19)
- Selección juvenil de rugby de Uruguay (Teros M19)

## Posiciones
| Pos. | Equipo    | Encuentros | Encuentros | Encuentros | Encuentros | Tantos  | Tantos    | Tantos     | Puntos |
| Pos. | Equipo    | jugados    | ganados    | empatados  | perdidos   | a favor | en contra | diferencia | Puntos |
| ---- | --------- | ---------- | ---------- | ---------- | ---------- | ------- | --------- | ---------- | ------ |
| 1    | Argentina | 3          | 3          | 0          | 0          | 112     | 22        | + 90       | 6      |
| 2    | Chile     | 3          | 2          | 0          | 1          | 37      | 67        | - 30       | 4      |
| 3    | Uruguay   | 3          | 1          | 0          | 2          | 47      | 57        | - 10       | 2      |
| 4    | Paraguay  | 3          | 0          | 0          | 3          | 12      | 62        | - 50       | 0      |

Nota: Se otorgan 2 puntos al equipo que gane un partido, 1 al que empate, 0 al que pierda

## Resultados

### Primera Fecha[3]
| 23 de febrero 20:00 | Argentina | 45 - 13 | Chile | cancha del CURDA, Asunción, Paraguay |  |

| 23 de febrero 21:30 | Paraguay | 6 - 22 | Uruguay | cancha del CURDA, Asunción, Paraguay |  |

### Segunda Fecha[4]
| 26 de febrero 20:00 | Argentina | 34 - 9 | Uruguay | cancha del CURDA, Asunción, Paraguay |  |

| 26 de febrero 21:30 | Paraguay | 6 - 7 | Chile | cancha del CURDA, Asunción, Paraguay |  |

### Tercera Fecha[5]
| 1 de marzo 20:00 | Chile | 17 - 16 | Uruguay | cancha del CURDA, Asunción, Paraguay |  |

| 1 de marzo 21:30 | Paraguay | 0 - 33 | Argentina | cancha del CURDA, Asunción, Paraguay |  |

| Bandera de Argentina  |
| Campeón Argentina     |
| Décimo séptimo título |